# 몽골의 세계유산

몽골의 세계유산은 유네스코 세계유산에 등재되어 있는 몽골의 세계유산을 일컫는다. 몽골은 3건의 세계유산과 2건의 자연유산을 보유하고 있다.

## 목록

### 문화유산
| No. | 사진 | 등록명                                     | 소재지                                      | 등록년도 | 등록기준      | 유네스코 지정번호 | 비고 |
| 1   |      | 오르콘 계곡 문화 경관                      | 아르항가이주 우부르항가이주 볼간주 셀렝게주 | 2004년   | (ⅱ), (ⅲ), (ⅳ) | 1081              |      |
| 2   |      | 몽골 알타이의 암각 예술군                  | 바잉울기주                                  | 2011년   | (ⅲ)           | 1382              |      |
| 3   |      | 위대한 부르한 할둔 산과 인근의 신성한 경관 | 헹티주                                      | 2015년   | (ⅳ), (ⅵ)      | 1440              |      |

### 자연유산
| No. | 사진 | 등록명           | 소재지                 | 등록년도 | 등록기준 | 유네스코 지정번호 | 비고 |
| 1   |      | 우브스 누르 분지 | 몽골 · 러시아 국경지대 | 2003년   | (ⅸ), (ⅹ) | 769               |      |
| 2   |      | 다우리아 경관    | 몽골 · 러시아 국경지대 | 2017년   | (ⅸ), (ⅹ) | 1448              |      |

## 지역별 분포
문화유산 (1. 알타이산맥의 암각 예술군)
 자연유산  (2. 다우리아 경관)
 복합유산